# Jean-René de Fournoux
Jean-René de Fournoux, né le 24 mars 1978 à Marseille est un pilote automobile français. Il compte notamment sept participations aux 24 Heures du Mans entre 2001 et 2011.
Il est le propriétaire et le team manager de l'équipe Zosh Compétition qui évolue dans le championnat Fun Cup depuis 2005 et en Ligier JS Cup depuis 2019.

## Carrière
En 2001, il participe pour la première fois aux 24 Heures du Mans. Au volant d'une Welter Racing WR LMP2001, il termine la course à la dix-neuvième place du classement général.
En mars 2002, il participe aux 12 Heures de Sebring où il se classe trente-deuxième.
En 2011, il s'engage une dernière fois aux 24 Heures du Mans. Il termine non classé à bord de la Norma M200P d'Extrême Limite,.

## Résultats aux 24 Heures du Mans
Résultats de Jean-René de Fournoux aux 24 Heures du Mans, :
| Année | Équipe                  | Voitures                 | Coéquipiers                           | Résultats  |
| ----- | ----------------------- | ------------------------ | ------------------------------------- | ---------- |
| 2001  | Gérard Welter           | Welter Racing WR LMP2001 | Yōjirō Terada / Stéphane Daoudi       | 19e        |
| 2002  | Gérard Welter           | Welter Racing WR LMP2001 | Jean-Bernard Bouvet / Stéphane Daoudi | 20e        |
| 2003  | Gérard Welter           | Welter Racing WR LMP2002 | Bastien Brière / Stéphane Daoudi      | Abandon    |
| 2004  | JMB Racing              | Ferrari 360 Modena GTC   | Jaime Melo / Stéphane Daoudi          | Abandon    |
| 2005  | JMB Racing              | Ferrari 575 GTC          | Jim Matthews / Stéphane Daoudi        | Abandon    |
| 2006  | T2M Motorsport          | Porsche 911 GT3 RS (996) | Yutaka Yamagishi / Miroslav Konôpka   | Abandon    |
| 2011  | Extrême Limite AM Paris | Norma M200P              | Fabien Rosier / Philippe Haezebrouck  | Non classé |